# Лазарев, Георгий Меркурьевич
Георгий Меркурьевич Лазарев (1925—1944) — Герой Советского Союза (1945, посмертно), командир взвода 308-го гвардейского стрелкового полка, 108-й гвардейской Николаевской Краснознамённой ордена Суворова дивизии, 37-го стрелкового корпуса, 46-й армии, 2-го Украинского фронта, гвардии лейтенант.

## Биография
Родился 20 апреля 1925 года в с. Красная Поляна ныне Песчанокопского района Ростовской области. Русский.
Затем семья переехала в поселение Башанта Калмыцкой АССР (ныне город Городовиковск). Здесь учился и получил среднее образование.
В ряды Красной Армии Лазарев был призван со школьной скамьи. В боевых операциях Великой Отечественной войны участвовал с июля 1943 года, в которых показал себя стойким бойцом.
После окончания Одесского военно-пехотного училища Георгий Меркурьевич вновь на фронте.
С 20 по 29 августа 1944 года участвовал в Ясско-Кишинёвской операции. 20 августа 1944 года при прорыве оборонительной полосы противника в районе села Чобручи (Молдавия) гвардии лейтенант Г. М. Лазарев, невзирая на сильный артиллерийский и миномётно-пулемётный огонь противника, вместе со своим взводом первым ворвался в траншеи противника.
В бою по очищению траншей он уничтожил две пулемётные точки, препятствовавшие продвижению роты вперёд, преодолел три линии траншей и первым вышел на юго-восточную окраину села Чобручи. За день боя его взвод уничтожил свыше 25 гитлеровцев и взял в плен 10 вражеских солдат, при этом сам гвардии лейтенант Г. М. Лазарев лично уничтожил лично 6 гитлеровских солдат и офицеров, за что был награждён орденом Красной Звезды.
Погиб 30 октября 1944 года во время боя у города Надькереш (Венгрия) — со связкой гранат бросился под гусеницы головного танка противника и подорвал его, тем самым офицер ценой своей жизни содействовал выполнению боевой задачи.

## Награды
- Медаль «Золотая Звезда» (24.03.1945)[2];
- Орден Ленина (24.03.1945).[2];
- Орден Красной Звезды (9.9.1944)[3].

## Память
- Имя Героя носят улица в с. Красная Поляна, улица и средняя школа в Городовиковске, где ему установлен памятник.
- В Городовиковском краеведческом музее имеются экспонаты, посвящённые Лазареву Г. М.[4]
- Мемориальная доска в память о Лазареве установлена Российским военно-историческим обществом на здании Краснополянской средней школы, где он учился.